# Ochetellus

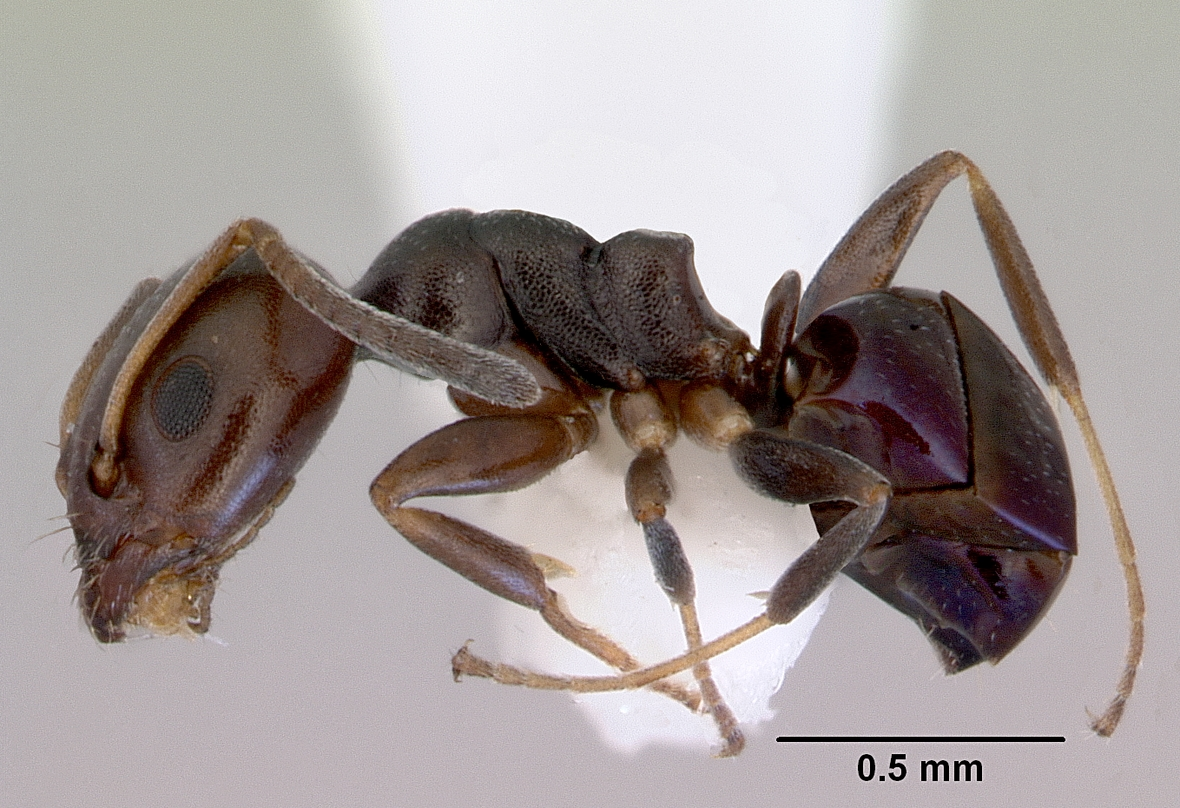
Ochetellus glaber

Ochetellus (лат.) — род муравьёв подсемейства долиходерины (Dolichoderinae). Известно семь видов, которые в основном обитают в Австралии и Океании в самых разных средах обитания, но некоторые виды встречаются в Азии. Один вид, Ochetellus glaber, был интродуцирован в Новую Зеландию и США. Муравьи этого рода мелкие, чёрного цвета; рабочие имеют длину от 1,75 до 3 мм, матки до 5 мм.
Колонии встречаются в гнилой древесине, в земле, под камнями и в городских районах. Муравьи ведут как дневной, так и ночной образ жизни, фуражируют на деревьях, в низкой растительности и в домах людей, где они считаются вредителями. Потребляют разнообразную пищу, в том числе насекомых, сахарозу, нектар, фрукты и птичий помёт. Они посещают различные цветы и ухаживают за гусеницами бабочек-голубянок. Австралийская ящерица молох питается преимущественно рабочими Ochetellus, на них также охотятся и другие виды муравьёв.

## Описание
Мелкие земляные или древесные муравьи коричневого и чёрного цвета. Рабочие имеют длину от 1,75 до 3 мм, а самцы меньше — 1,6 мм. Самые крупная каста муравьёв это их матки, которые имеют размер до 5 мм. Ochetellus похож на виды Dolichoderus, но они относительно меньше, а петиоль узкий и расширен в дорсолатеральном направлении. Голова также тоньше, чем у большинства муравьёв подсемейства Dolichoderinae. Метанотальная бороздка в виде узкой отчётливой выемки на относительно плоской дорсальной мезосомальной поверхности; наклонная поверхность проподеума вогнутая; дорсальная и задняя поверхности проподеума сходятся под углом или гребнем. Чешуйка петиоля вертикальная и не наклонена вперёд, сужена в продольном направлении, расширена в дорсолатеральном направлении; переднемедиальный край клипеуса с широкой неглубокой вогнутостью. Усики самок и рабочих 12-члениковые (у самцов антенны состоят из 13 сегментов). Жвалы рабочих с 7-12 зубцами (6-8 крупными и несколькими мелкими зубчиками). Нижнечелюстные щупики 6-члениковые, нижнегубные щупики состоят из 4 сегментов. Голени средних и задних ног с одной апикальной шпорой. Стебелёк между грудкой и брюшком состоит из одного сегмента (петиоль с вертикальной чешуйкой).
Раньше этих муравьёв раньше относили к роду Iridomyrmex, но есть несколько особенностей, которые их отличают: расположение сложных глаз на голове, положение клипеального края и строение мезосомы.

## Биология и экология

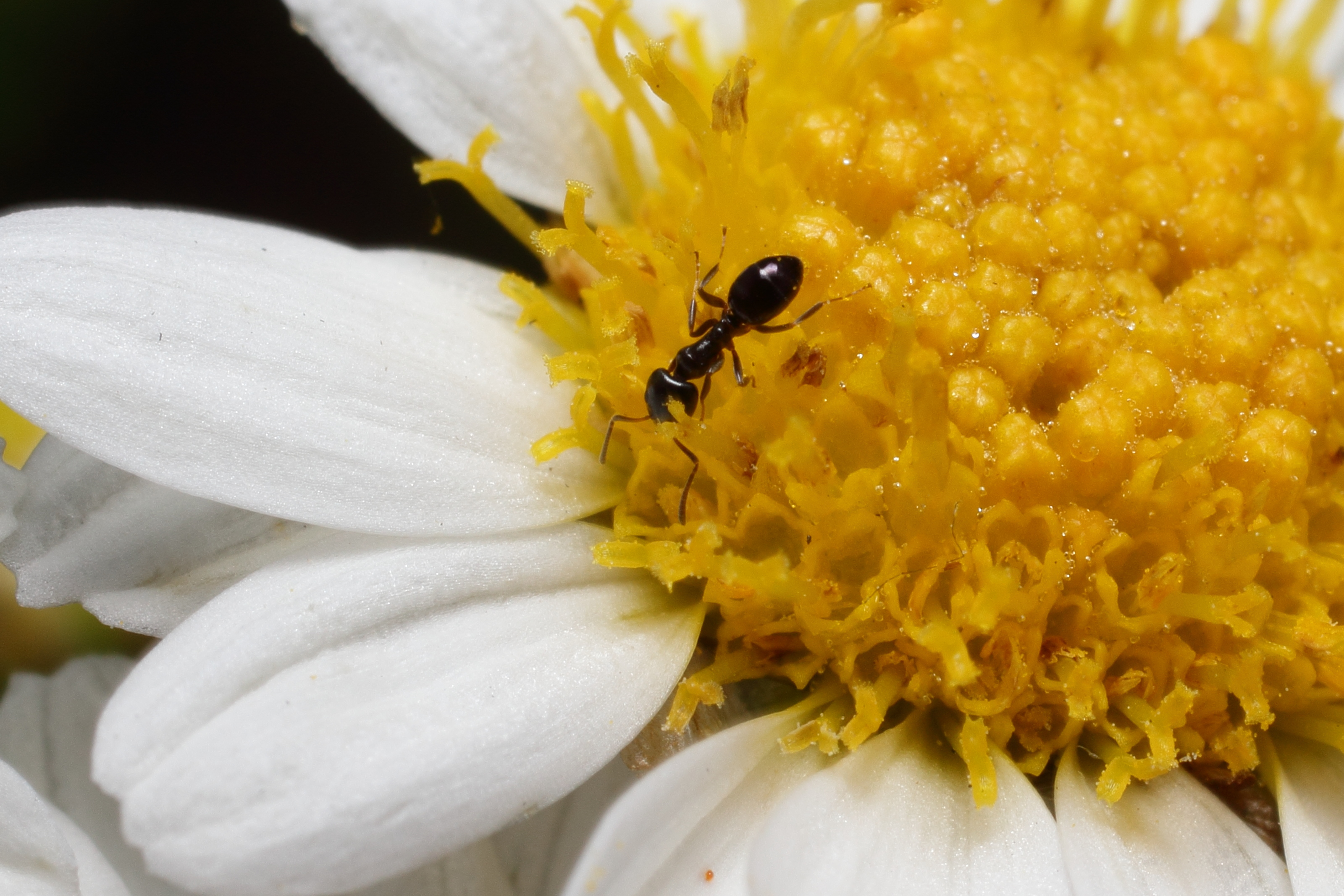
Рабочий Ochetellus на цветке

Рабочие формируют колонны фуражиров для поиска пищи. Они фуражируют в эвкалиптовых деревьях, на участках земли или в низкой растительности, в зданиях. Рабочие ведут как дневной, так и ночной образ жизни, но они не активны в течение всего  24-часового периода.
Муравьи Ochetellus всеядны, питаются членистоногими, но отдают предпочтение жидкостям и сладостям, когда проникают в жилища человека. Среди добычи также яйца бабочек Ornithoptera richmondia (Papilionidae), куколки плодовых мух, личинки моли Plutella (Plutellidae); муравьи могут нападать на осиные гнёзда. Также используют такие источники пищи как медвяная роса, нектар, фекалии восточной рифовой цапли, падаль, плоды пандануса, семена. Известно, что O. glaber использует внецветковые нектарники на растениях, не обеспечивая им защиты.
Рабочие-фуражиры часто посещают цветы пизонии и питаются нектаром. Среди других цветков, которые они посещают, отмечены представители родов Canavalia, Commicarpus, Ipomoea, Melanthera, Plumbago и Scaevola. Ochetellus flavipes регулярно посещает мучнистого червеца Prorsococcus acanthodus и защищает его, строя убежища. Они также посещают ряд гусениц бабочек-голубянок, в том числе Anthene lycaenoides, Ogyris amaryllis, Ogyris olane и Ogyris oroetes.
Главными врагами служат другие муравьи и колючая ящерица молох (Moloch horridus), которая преимущественно питаются рабочими Ochetellus; количество муравьёв, которых молох может съесть за минуту, составляет от 24 до 45. Основываясь на исследовании содержимого желудка ящерицы исследователи выяснили, что общее количество съеденных за день муравьёв может достигать 2500 особей.
Во время брачного полёта матка может спариваться с несколькими самцами, в то время как самцы спариваются только с одной королевой. Тем не менее, матки вида Ochetellus glaber спариваются только с одним самцом. Иногда колонии размножаются путём «почкования» (также называемого «фракционированием»), когда часть колонии, включая маток, рабочих и выводок (яйца, личинки и куколки), покидает основную колонию для создания альтернативного гнезда.
Некоторые виды считаются вредителями, так как они фуражируют на пастбищах и в домах, где отдают предпочтение жидкости и сладостям. Поэтому Ochetellus glaber получил местное название «чёрный домовой муравей» (Black house ant).

## Распространение и гнёзда
Муравьи Ochetellus нативны для Австралии, откуда были завезены в Новую Зеландию. В Азии они встречаются в Индии, Японии, Филиппинах и южной части Мьянмы. Некоторые виды также обитают на островах Фиджи, Маврикий и Новая Каледония. Ochetellus glaber был впервые замечен на Гавайях в 1977 году и считается инвазивным видом. С момента своего появления муравьи распространились по всему штату и теперь встречается на Гавайях, Кахоолаве, Кауаи, Мауи и Оаху. Муравьи также были завезены на материковую часть Соединённых Штатов Америки и обнаружены в северо-центральной части Флориды, где они локализованы в округе Ориндж.
Муравьи этого рода имеют широкое географическое распространение в самых разных климатических условиях, но обычно встречаются в засушливых биотопах и местах с умеренным снабжением влагой. Их считают тропическим родом, но типовой экземпляр первого вида был собран в Сиднее, в регионе с умеренным климатом. 
Муравейники встречаются в склерофитовых, эвкалиптовых и казуариновых лесах, на склонах холмов, пляжах и в городских районах. Эти муравьи являются древесными видами, их гнёзда располагаются под корой, в брёвнах, гнилой древесине, песке, почве, под камнями, в пнях, ветках или ветвях. В городских районах колонии встречаются под потрескавшимися дорожками, внутри стен домов или во внутренних двориках. Особенности гнездования Ochetellus flavipes уникальны среди австралийских муравьёв, так как они строят крытые галереи на поверхности земли, скрепляя песчинки вместе смолой мятликовых трав-спинифексов (Triodia и Plectrachne). Муравьи перемещается внутри ходов от своих гнёзд к кочкам спинифексов. Из того же материала муравьи строят убежища для мучнистых червецов Prorsococcus acanthodus, за которыми муравьи ухаживают на растениях. Топографическое положение мест обитания предполагает, что для существования как мучнистых червецов, так и сопутствующих им муравьёв необходимы исключительно благоприятные условия влажности. Структуры в виде таких крытых убежищ могут служить защитой от хищников и/или паразитов.

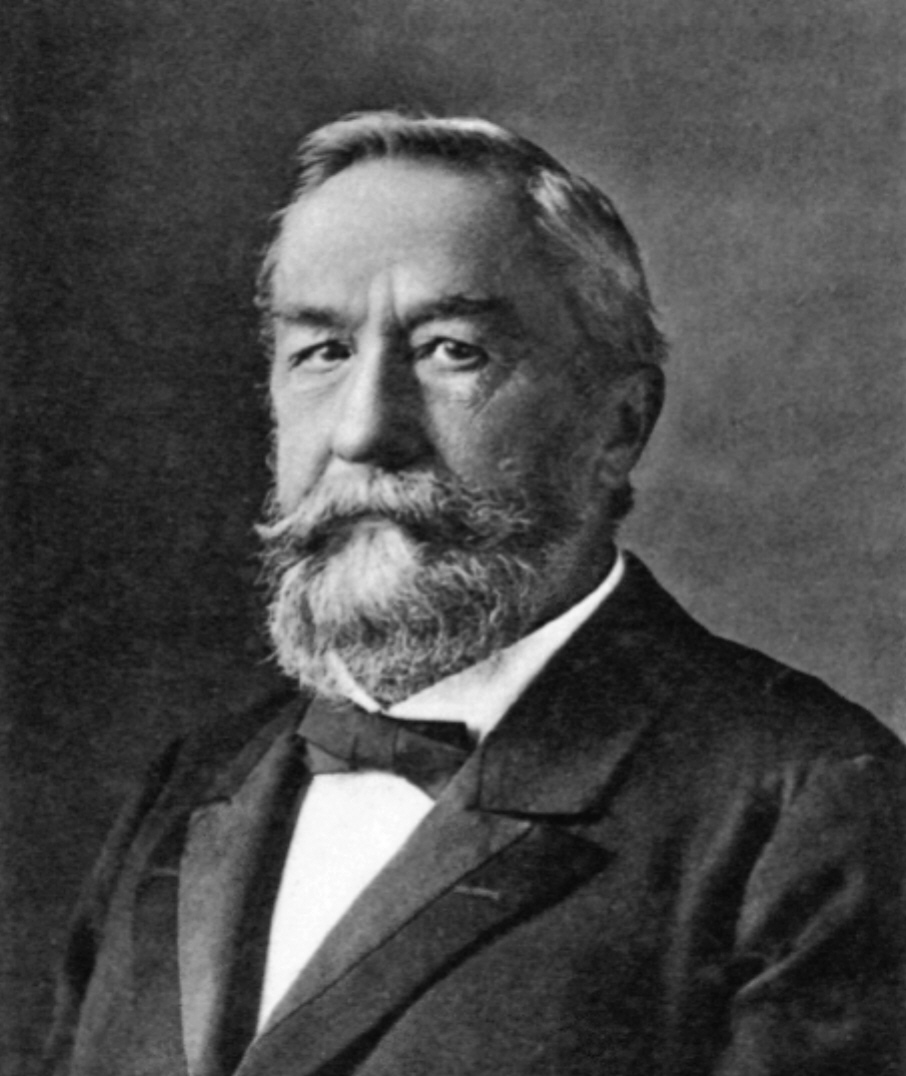
Австрийский энтомолог Густав Майр в 1862 году описал первый вид рода Ochetellus

## Таксономия
Род Ochetellus был впервые описан австралийским мирмекологом Стивом Шаттаком (CSIRO Entomology, Канберра, Австралия) в 1992 году, включившим его в подсемейство Dolichoderinae. Типовым видом рода является Ochetellus glaber, первоначально описанный как Hypoclinea glabra австрийским энтомологом Густавом Майром в 1862 году. Род был первоначально помещен в трибу Dolichoderini. Позже он был отнесен к трибе Iridomyrmecini, которая теперь классифицируется как синоним трибы Leptomyrmecini.
В составе таксона описано 7 видов, ранее входивших в состав рода Iridomyrmex.
- Ochetellus democles (Walker, 1839)
- Ochetellus epinotalis (Viehmeyer, 1914)
- Ochetellus flavipes (Kirby, 1896)
- Ochetellus glaber  (Mayr, 1862)
- Ochetellus punctatissimus (Emery, 1887)
- Ochetellus sororis (Mann, 1921)
- Ochetellus vinsoni (Donisthorpe, 1946)

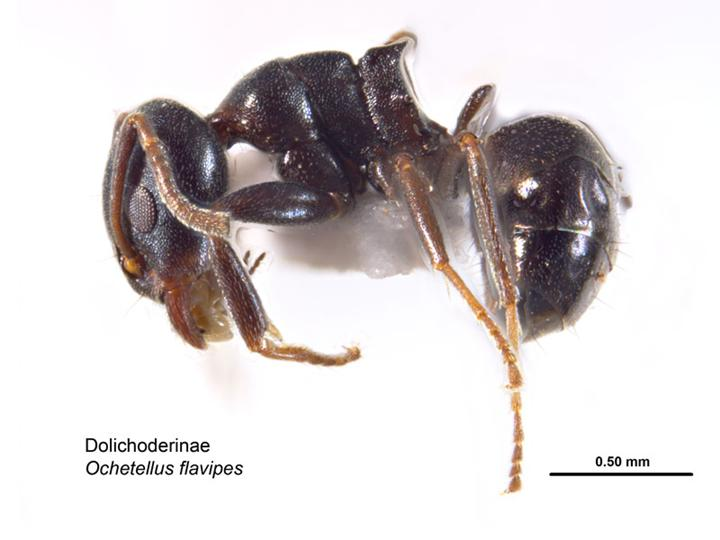
Ochetellus flavipes
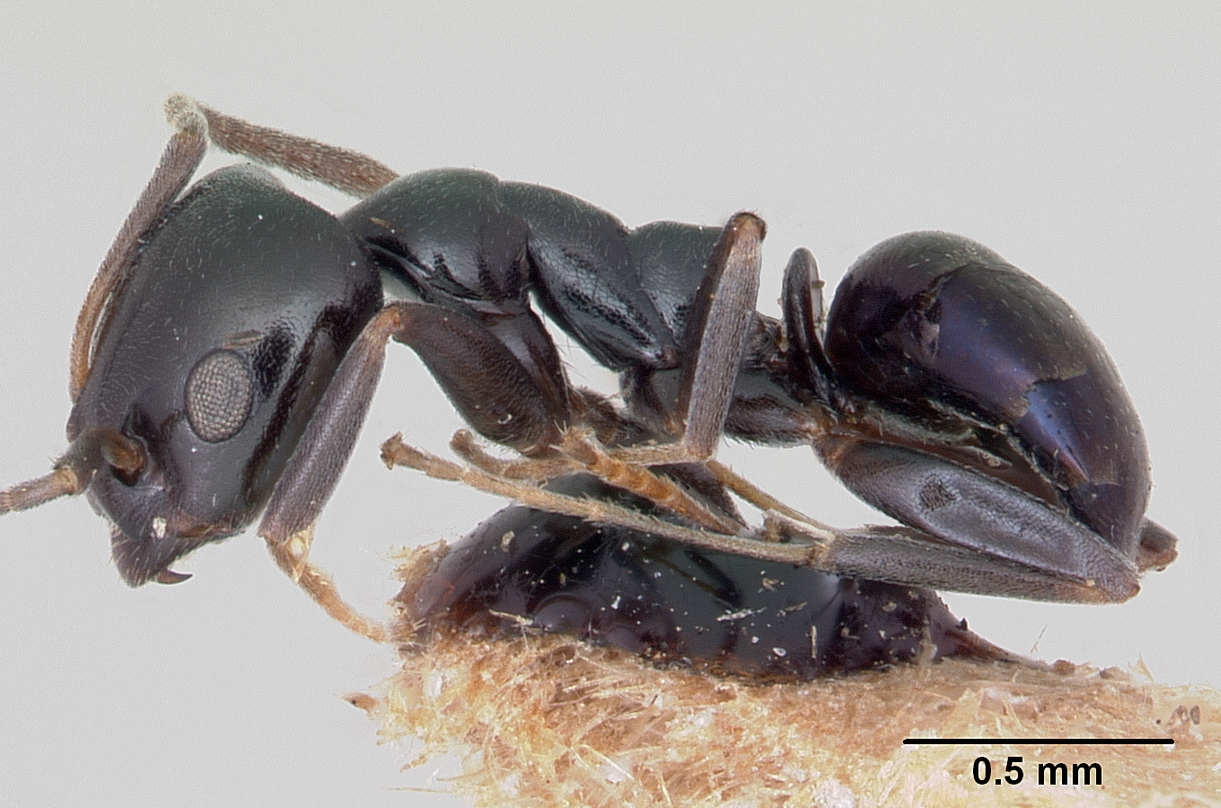
Ochetellus vinsoni
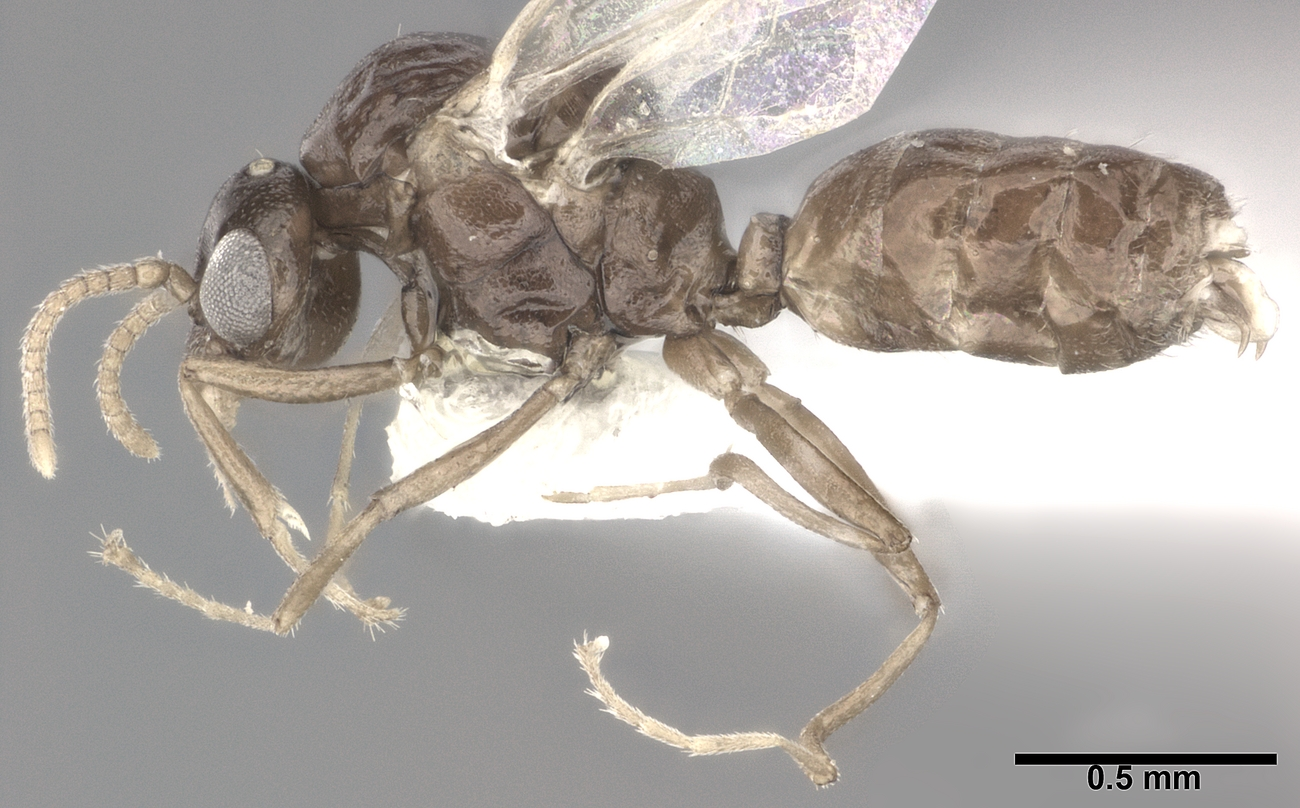
Ochetellus glaber